# Doce Siniestros
Los Doce Siniestros es un grupo de villanos ficticios creado por Marvel Comics, cuya primera aparición tuvo lugar en la serie Marvel Knights Spider-Man #10

## Historia ficticia
El grupo forma parte de un plan de Duende Verde para eliminar a Spider-Man. En caso de que el super héroe lo llegara a atrapar.
En Marvel Knights Spider-Man, Norman Osborn es desenmascarado para el público como el Duende Verde y encarcelado.
Osborn contacta a un grupo de supervillanos que también guardan rencor contra Spider-Man, todos los cuales habían sido financiados por la fortuna de Osborn durante años. Ansiosos por tomar represalias, los villanos aceptan unirse y se forman los Doce Siniestros
Escorpión (Mac Gargan) es el líder de facto de los Doce mientras Osborn está en prisión y secuestra a May Parker y amenaza con matarla para obligar al arácnido si no libera a Osborn de la prisión, tras esto, Gargan y Osborn junto con otros diez super villanos matarían a Parker.
Spider-Man, con la ayuda de Gata Negra, saca a Osborn solo para ser confrontado por el Buitre, Hombre de Arena, Electro, Camaleón, Lagarto, Hydro-Man, Shocker, Hammerhead, Boomerang y Lápida.
Osborn, ahora disfrazado del Duende Verde, los presenta como los Doce Siniestros. Spider-Man y Gata Negra son rescatados por el Capitán América, Iron Man, Daredevil, Yellowjacket y los Cuatro Fantásticos.
Fueron derrotados gracias a la ayuda de la Gata Negra, Los 4 Fantásticos, Los Vengadores y Daredevil. El Duende furioso hace distancia a su cohete y secuestra a Mary Jane Watson y Spider-Man le persigue. Spider-Man y el Duende chocan sobre un puente (no en aquella en la que Gwen Stacy murió). Finalmente, Osborn da una pista vital sobre el paradero de la tía May antes de ser arrojado al río. Después, la tía May se encuentra a salvo. El resto de los doce, son sometidos por los héroes y arrestados.
Cabe destacar que a su vez fue la primera aparición de Mac Gargan como 'Venom'.